# Dheune
Die Dheune ist ein Fluss in Frankreich, der in der Region Bourgogne-Franche-Comté in den Départements Saône-et-Loire und Côte-d’Or verläuft. Sie entspringt im Gemeindegebiet von Saint-Julien-sur-Dheune aus dem Étang de Montaubry, in einer Seehöhe von 270 Metern. Sie entwässert generell nach Nordost, schwenkt dann Richtung Süd ein und mündet nach rund 71 Kilometern oberhalb von Allerey-sur-Saône, als rechter Nebenfluss in die Saône. 
Die Dheune wird in ihrem Oberlauf bis Chagny vom Schifffahrtskanal Canal du Centre als Seitenkanal begleitet und dient auch zur Wasserversorgung des Kanals.
Bei Demigny verläuft die Petite Dheune, ein künstlicher Seitenast der Dheune, der im 13. Jahrhundert von Zisterziensermönchen des Klosters Maizières angelegt wurde.

## Orte am Fluss
- Saint-Julien-sur-Dheune
- Saint-Bérain-sur-Dheune
- Saint-Léger-sur-Dheune
- Santenay
- Chagny
- Chevigny-en-Valière
- Saint-Martin-en-Gâtinois